# Rhyacophila fuscula
Rhyacophila fuscula är en nattsländeart som först beskrevs av Walker 1852.  Rhyacophila fuscula ingår i släktet Rhyacophila och familjen rovnattsländor. Inga underarter finns listade i Catalogue of Life.